# Ivö (äpple)
Ivö är en äppelsort vars ursprung är Washington, USA. En från Ivö återvändande, till Amerika utvandrad svensk fruktodlare, Oskar Karlsson tog med sig äppelsorten hem år 1936. Äpplet är relativt stort med ett tjockt skal och ett sött, saftigt fruktkött. Äpplet mognar i november och håller sig vid bra förvaring till april. Ivö är främst ett ätäpple. I Sverige odlas Ivö gynnsammast i zon 1-2. Sorten började säljas i Sverige 1952 av Herman Hanssons Plantskola.